# ジャック・イン・ザ・ドーナツ
ジャック・イン・ザ・ドーナツ（Jack In The Donuts）は、ビッグクリエイト株式会社が日本国内で展開しているドーナツ専門店である。

## 概要
2023年（令和5年）2月現在、15都府県に28店舗あり、主にショッピングモールへ展開している。
2017年（平成29年）にTwitterにおいて、500円でドーナツ食べ放題の店として話題となった。また、日本にドーナツの起源とされるオリーボーレンを広めたドーナツ店としても知られる。
2023年（令和5年）2月から3月にかけて、メディアミックスコンテンツ「ウマ娘 プリティーダービー」とのコラボレーションが発表されている。